# Doqouz Khatoun
Doqouz Khatoun (« princesse 9 » (chiffre faste), cf. mongol khatan (mongol (écriture cyrillique) : хатан) : princesse et turc dokuz : 9), également orthographiée Dokuz khatan ou Doquz khatun était une chrétienne assyrienne, épouse principale de Hülegü ou Houlagou Khan, roi de Perse et d'Irak après sa prise de Bagdad.

## Biographie
Doqouz Khatoun est la petite fille de Toghril (également appelé Wang Khan), Khan (roi) des Kéraït (ou Kereyit). Elle est la cousine de Sorqoqtani-Beki (épouse de Tolui, décédée en 1252). Elle fut une des concubines de Tolui, puis à sa mort, selon la tradition mongole du lévirat, épousa le fils de ce dernier, Houlagou.
Elle n'eut aucun enfant, mais aida à la succession d'Abaqa, un fils d'Houlagou, et aida à son mariage avec Marie, fille de l'empereur byzantin, Michel VIII Paléologue.
Lors de la prise de Bagdad par Hülegü en 1258, elle intervint pour épargner la vie des citoyens instruits et de ses coreligionnaires chrétiens.
Bar Hebraeus (1264 - 1286), polymathe syriaque et maphrien de l'église syrienne jacobite, décrit le décès de Daqouz Khatoun, « Et durant l'année 1576 des grecs (1265), lors des jours qui introduisent les fastes (de ninveh), Hülegü, roi des rois parti de ce monde. La sagesse de cet homme, et sa grandeur d'âme, et ces merveilleuses actions sont incomparables. Et durant les jours de l'été, Doquz Khatun, la reine croyante, partie, et une grande tristesse vint à tous les chrétiens au travers le monde en raison de son départ. ».